# Memecylon intermedium
Memecylon intermedium är en tvåhjärtbladig växtart som beskrevs av Carl Ludwig von Blume. Memecylon intermedium ingår i släktet Memecylon och familjen Melastomataceae. Inga underarter finns listade i Catalogue of Life.